# Calycella syringa
Calycella syringa är en nässeldjursart som först beskrevs av Carl von Linné 1758.  Calycella syringa ingår i släktet Calycella och familjen Campanulinidae. Arten är reproducerande i Sverige. Inga underarter finns listade i Catalogue of Life.